# L'Amour sorcier (film, 1967)
Pour les articles homonymes, voir L'Amour sorcier (homonymie).
L'Amour sorcier (El amor brujo) est un film espagnol réalisé par Francisco Rovira Beleta, sorti en 1967. Il fut nommé pour l'Oscar du meilleur film en langue étrangère.

## Fiche technique
- Titre français : L'Amour sorcier[1]
- Titre : El amor brujo
- Réalisation : Francisco Rovira Beleta
- Scénario : Francisco Rovira Beleta, José Manuel Caballero Bonald et José Antonio Medrano
- Image : Francisco Marín et Gábor Pogány
- Couleurs, Mono
- Genre : Drame
- Lieu de tournage : Cadix, (Andalousie)
- Pays :  Espagne
- Durée : 103 minutes (1 h 43)
- Date de sortie :
  - Union soviétique : juillet 1967
  - Espagne : 14 septembre 1967
  - France : 3 décembre 1986

## Distribution
- Antonio Gades : Antonio
- La Polaca : Candelas
- Rafael de Córdoba : Diego Sánchez
- Morucha : Lucía